# 貢氏兔頭魨
貢氏兔頭魨為輻鰭魚綱魨形目四齒魨亞目四齒魨科的其中一種，為亞熱帶海水魚，分布於印度西太平洋區，從波斯灣至印尼、澳洲西北部；西南大西洋的巴西海域，體長可達26公分，棲息在底層水域，生活習性不明。

## 扩展阅读
維基物種上的相關：貢氏兔頭魨